# William Buller (kierowca wyścigowy)
William Buller (ur. 17 września 1992 w Scarva, County Down) – brytyjski kierowca wyścigowy.

## Życiorys

### Formuła BMW
Po zakończeniu kariery kartingowej, w 2007 roku William zadebiutował w serii wyścigów samochodów jednomiejscowych – T Cars. Brytyjczyk pięciokrotnie zwyciężył oraz dwukrotnie startował z pole position, ostatecznie zostając jej wicemistrzem. W sezonie 2008 awansował do Europejskiej Formuły BMW. Zdobyte punkty sklasyfikowały go na 12. miejscu.
Brytyjczyk wziął udział także w zimowej edycji portugalskiej oraz brytyjskiej kategorii. W obu uplasował się na 5. pozycji. W przerwie zimowej William wystartował w dziewięciu wyścigach serii Toyota Racing. Zwyciężywszy dwukrotnie, rywalizację ukończył na 9. lokacie.
W kolejnym roku startów w Buller sięgnął po pole position na brytyjskim torze Silverstone. Jedyne podium uzyskał na niemieckim Nürburgringu, gdzie zajął trzecie miejsce. Ostatecznie w klasyfikacji generalnej znalazł się na 10. pozycji. Buller wystartował również w kończącej sezon azjatyckiego odpowiednika rundzie na torze w Makau. Na Guia Circuit zdominował rywalizację, sięgając po tzw. hat-ricka (pole position, zwycięstwo oraz najszybsze okrążenie).

### Formuła 3
W sezonie 2010, przed rozpoczęciem startów w Brytyjskiej Formule 3, William wystartował w otwartym brazylijskim Pucharze F3. Brytyjczyk okazał się najlepszy, triumfując w dwóch z czterech wyścigów.
W brytyjskich mistrzostwach Buller pięciokrotnie stanął na podium, ostatecznie zajmując w klasyfikacji końcowej 8. miejsce. W kolejnym roku startów dziewięciokrotnie zameldował się w pierwszej trójce, z czego trzykrotnie na najwyższym stopniu. Zdobyte punkty sklasyfikowały go na 4. lokacie.
W sezonie 2013 pokazał się w pięciu pierwszych rundach Europejskiej Formuły 3, kiedy to uzbierał łącznie 39 punktów, które dały mu 16 pozycję w klasyfikacji kierowców.

### Formuła Renault 3.5
W 2013 roku, podczas rundy na Moscow Raceway, Brytyjczyk zadebiutował w Formule Renault 3.5 z włoską ekipą Zeta Corse. W ciągu 10 wyścigów, w których wystartował, uzbierał łącznie 46 punktów. Dało to mu 11 miejsce w klasyfikacji generalnej.
W sezonie 2014 Buller podpisał kontrakt z brytyjską ekipą Arden Motorsport. Podczas drugiego wyścigu na torze Circuito de Jerez stanął na trzecim stopniu podium. W ciągu siedemnastu wyścigów, w których wystartował, uzbierał łącznie 30 punktów, co dało mu szesnaste miejsce w końcowej klasyfikacji kierowców.

## Wyniki

### GP3
| Legenda oznaczeń w tabelach wyników Wyświetl szablon na nowej stronie | Legenda oznaczeń w tabelach wyników Wyświetl szablon na nowej stronie                                                                     |
| Oznaczenie                                                            | Wyjaśnienie |
| --------------------------------------------------------------------- | --- |
| Złoty                                                                 | Zwycięzca lub mistrzostwo |
| Srebrny                                                               | 2. miejsce lub wicemistrzostwo |
| Brązowy                                                               | 3. miejsce lub II wicemistrzostwo |
| Zielony                                                               | Ukończył, punktował (w klasyfikacji generalnej, gdy zdobył co najmniej jeden punkt na przestrzeni sezonu, poza trzema powyższymi opcjami) |
| Niebieski                                                             | Ukończył, nie punktował (w klasyfikacji generalnej, gdy nie zdobył co najmniej jednego punktu na przestrzeni sezonu)                      |
| Czerwony                                                              | Nie zakwalifikował się (NZ) |
| Czerwony                                                              | Nie prekwalifikował się (NPK) |
| Różowy                                                                | Nie ukończył (NU) |
| Różowy                                                                | Niesklasyfikowany (NS) (w klasyfikacji generalnej, gdy nie został sklasyfikowany w żadnym wyścigu sezonu)                                 |
| Czarny                                                                | Zdyskwalifikowany (DK) |
| Czarny                                                                | Wykluczony (WYK/EX) |
| Biały                                                                 | Nie wystartował (NW) |
| Biały                                                                 | Kontuzjowany (K/INJ) |
| Biały                                                                 | Wyścig odwołany (OD/C) |
| Bez koloru                                                            | Został wycofany (WYC/WD) |
| Bez koloru                                                            | Nie przybył (NP/DNA) |
| Bez koloru                                                            | Nie brał udziału w treningach (NT/DNP) |
| Bez koloru                                                            | Nie został zgłoszony (–) |
| Pogrubienie                                                           | Start z pole position |
| Kursywa                                                               | Najszybsze okrążenie wyścigu |
| †                                                                     | Nie ukończył, ale jego rezultat został zaliczony ze względu na przejechanie więcej niż 90% dystansu wyścigu.                              |
| *                                                                     | Sezon w trakcie |
| 1/2/3                                                                 | Punktowana pozycja w sprincie kwalifikacyjnym                                                                                             |
| Lista systemów punktacji Formuły 1                                    | |

| Rok  | Zespół | Wyniki w poszczególnych eliminacjach | Wyniki w poszczególnych eliminacjach | Wyniki w poszczególnych eliminacjach | Wyniki w poszczególnych eliminacjach | Wyniki w poszczególnych eliminacjach | Wyniki w poszczególnych eliminacjach | Wyniki w poszczególnych eliminacjach | Wyniki w poszczególnych eliminacjach | Wyniki w poszczególnych eliminacjach | Wyniki w poszczególnych eliminacjach | Wyniki w poszczególnych eliminacjach | Wyniki w poszczególnych eliminacjach | Wyniki w poszczególnych eliminacjach | Wyniki w poszczególnych eliminacjach | Wyniki w poszczególnych eliminacjach | Wyniki w poszczególnych eliminacjach | Punkty | Pozycja |
| ---- | ------ | ------------------------------------ | ------------------------------------ | ------------------------------------ | ------------------------------------ | ------------------------------------ | ------------------------------------ | ------------------------------------ | ------------------------------------ | ------------------------------------ | ------------------------------------ | ------------------------------------ | ------------------------------------ | ------------------------------------ | ------------------------------------ | ------------------------------------ | ------------------------------------ | ------ | ------- |
| 2012 | Carlin | ESP                                  | ESP                                  | MON                                  | MON                                  | VAL                                  | VAL                                  | GBR                                  | GBR                                  | DEU                                  | DEU                                  | HUN                                  | HUN                                  | BEL                                  | BEL                                  | ITA                                  | ITA                                  | 20     | 15      |
| 2012 | Carlin | 23                                   | 9                                    | 12                                   | NU                                   | 10                                   | 9                                    | NU                                   | 1                                    | 9                                    | NU                                   | 23                                   | 11                                   | 13                                   | 8                                    | 10                                   | 12                                   | 20     | 15      |

### Formuła Renault 3.5
| Legenda oznaczeń w tabelach wyników Wyświetl szablon na nowej stronie | Legenda oznaczeń w tabelach wyników Wyświetl szablon na nowej stronie                                                                     |
| Oznaczenie                                                            | Wyjaśnienie |
| --------------------------------------------------------------------- | --- |
| Złoty                                                                 | Zwycięzca lub mistrzostwo |
| Srebrny                                                               | 2. miejsce lub wicemistrzostwo |
| Brązowy                                                               | 3. miejsce lub II wicemistrzostwo |
| Zielony                                                               | Ukończył, punktował (w klasyfikacji generalnej, gdy zdobył co najmniej jeden punkt na przestrzeni sezonu, poza trzema powyższymi opcjami) |
| Niebieski                                                             | Ukończył, nie punktował (w klasyfikacji generalnej, gdy nie zdobył co najmniej jednego punktu na przestrzeni sezonu)                      |
| Czerwony                                                              | Nie zakwalifikował się (NZ) |
| Czerwony                                                              | Nie prekwalifikował się (NPK) |
| Różowy                                                                | Nie ukończył (NU) |
| Różowy                                                                | Niesklasyfikowany (NS) (w klasyfikacji generalnej, gdy nie został sklasyfikowany w żadnym wyścigu sezonu)                                 |
| Czarny                                                                | Zdyskwalifikowany (DK) |
| Czarny                                                                | Wykluczony (WYK/EX) |
| Biały                                                                 | Nie wystartował (NW) |
| Biały                                                                 | Kontuzjowany (K/INJ) |
| Biały                                                                 | Wyścig odwołany (OD/C) |
| Bez koloru                                                            | Został wycofany (WYC/WD) |
| Bez koloru                                                            | Nie przybył (NP/DNA) |
| Bez koloru                                                            | Nie brał udziału w treningach (NT/DNP) |
| Bez koloru                                                            | Nie został zgłoszony (–) |
| Pogrubienie                                                           | Start z pole position |
| Kursywa                                                               | Najszybsze okrążenie wyścigu |
| †                                                                     | Nie ukończył, ale jego rezultat został zaliczony ze względu na przejechanie więcej niż 90% dystansu wyścigu.                              |
| *                                                                     | Sezon w trakcie |
| 1/2/3                                                                 | Punktowana pozycja w sprincie kwalifikacyjnym                                                                                             |
| Lista systemów punktacji Formuły 1                                    | |

| Rok  | Zespół           | Wyniki w poszczególnych eliminacjach | Wyniki w poszczególnych eliminacjach | Wyniki w poszczególnych eliminacjach | Wyniki w poszczególnych eliminacjach | Wyniki w poszczególnych eliminacjach | Wyniki w poszczególnych eliminacjach | Wyniki w poszczególnych eliminacjach | Wyniki w poszczególnych eliminacjach | Wyniki w poszczególnych eliminacjach | Wyniki w poszczególnych eliminacjach | Wyniki w poszczególnych eliminacjach | Wyniki w poszczególnych eliminacjach | Wyniki w poszczególnych eliminacjach | Wyniki w poszczególnych eliminacjach | Wyniki w poszczególnych eliminacjach | Wyniki w poszczególnych eliminacjach | Wyniki w poszczególnych eliminacjach | Punkty | Pozycja |
| ---- | ---------------- | ------------------------------------ | ------------------------------------ | ------------------------------------ | ------------------------------------ | ------------------------------------ | ------------------------------------ | ------------------------------------ | ------------------------------------ | ------------------------------------ | ------------------------------------ | ------------------------------------ | ------------------------------------ | ------------------------------------ | ------------------------------------ | ------------------------------------ | ------------------------------------ | ------------------------------------ | ------ | ------- |
| 2013 | Zeta Corse       | ITA                                  | ITA                                  | ARA                                  | ARA                                  | MON                                  | BEL                                  | BEL                                  | RUS                                  | RUS                                  | AUT                                  | AUT                                  | HUN                                  | HUN                                  | FRA                                  | FRA                                  | CAT                                  | CAT                                  | 46     | 11      |
| 2013 | Zeta Corse       | -                                    | -                                    | -                                    | -                                    | -                                    | -                                    | -                                    | 5                                    | 20                                   | 6                                    | 5                                    | NU                                   | 16                                   | 8                                    | 8                                    | 5                                    | NU                                   | 46     | 11      |
| 2014 | Arden Motorsport | ITA                                  | ITA                                  | ARA                                  | ARA                                  | MON                                  | BEL                                  | BEL                                  | RUS                                  | RUS                                  | DEU                                  | DEU                                  | HUN                                  | HUN                                  | FRA                                  | FRA                                  | JER                                  | JER                                  | 30     | 16      |
| 2014 | Arden Motorsport | 4                                    | NU                                   | NU                                   | NU                                   | 16                                   | 11                                   | 12                                   | 11                                   | 10                                   | NU                                   | 10                                   | 19                                   | NU                                   | 17                                   | 10                                   | NU                                   | 3                                    | 30     | 16      |

### Podsumowanie
| Sezon     | Seria                                       | Zespół                 | Wyścigi | Zwycięstwa | PP | NO | Podium | Punkty | Pozycja |
| --------- | ------------------------------------------- | ---------------------- | ------- | ---------- | -- | -- | ------ | ------ | ------- |
| 2007      | T Cars                                      | Calvin Motorsport      | 16      | 5          | 2  | 2  | 10     | 134    | 2       |
| 2008      | Europejska Formuła BMW                      | Fortec Motorsport      | 16      | 0          | 0  | 1  | 0      | 87     | 12      |
| 2008      | Portugalska Formuła Renault (edycja zimowa) | Fortec Motorsport      | 2       | 0          | 0  | 0  | 1      | 18     | 5       |
| 2008      | Brytyjska Formuła Renault (edycja zimowa)   | Fortec Competition     | 4       | 0          | 0  | 0  | 0      | 58     | 5       |
| 2008      | Amerykańska Formuła BMW                     | Autotecnica            | 2       | 0          | 0  | 0  | 0      | 0      | NS†     |
| 2008      | Światowy Finał Formuły BMW                  | EuroInternational      | 1       | 0          | 0  | 0  | 0      | N/A    | 9       |
| 2008–2009 | Toyota Racing Series                        | Giles Motorsport       | 9       | 2          | 0  | 2  | 3      | 467    | 10      |
| 2009      | Europejska Formuła BMW                      | Fortec Motorsport      | 16      | 0          | 1  | 0  | 1      | 113    | 10      |
| 2009      | Formuła BMW Pacyfiku                        | EuroInternational      | 1       | 1          | 1  | 1  | 1      | 0      | NS†     |
| 2010      | Brytyjska Formuła 3                         | Hitech Racing          | 30      | 0          | 0  | 1  | 5      | 111    | 8       |
| 2010      | Formuła 3 Brazil Open                       | Hitech Racing          | 4       | 2          | 1  | 2  | 4      | N/A    | 1       |
| 2010      | Masters of Formula 3                        | Hitech Racing          | 1       | 0          | 0  | 0  | 0      | N/A    | 11      |
| 2010      | Grand Prix Makau                            | Fortec Motorsport      | 1       | 0          | 0  | 0  | 0      | N/A    | 15      |
| 2011      | Brytyjska Formuła 3                         | Fortec Motorsport      | 30      | 3          | 2  | 4  | 9      | 197    | 2       |
| 2011      | Grand Prix Makau                            | Fortec Motorsport      | 1       | 0          | 0  | 0  | 0      | N/A    | 6       |
| 2012      | Seria GP3                                   | Carlin                 | 16      | 1          | 0  | 0  | 1      | 20     | 15th    |
| 2012      | Formuła 3 Euro Series                       | Carlin                 | 24      | 2          | 1  | 1  | 8      | 182,5  | 5       |
| 2012      | Europejska Formuła 3                        | Carlin                 | 16      | 0          | 1  | 0  | 5      | 137    | 6       |
| 2012      | Masters of Formula 3                        | Carlin                 | 1       | 0          | 0  | 0  | 0      | N/A    | 6       |
| 2012      | Grand Prix Makau                            | Carlin                 | 1       | 0          | 0  | 0  | 0      | N/A    | 10      |
| 2013      | Formuła Renault 3.5                         | Zeta Corse             | 10      | 0          | 0  | 0  | 0      | 46     | 11      |
| 2013      | Europejska Formuła 3                        | ThreeBond with T-Sport | 15      | 0          | 0  | 0  | 0      | 39     | 16      |
| 2013      | Europejska Formuła 3                        | Fortec Motorsports     | 15      | 0          | 0  | 0  | 0      | 39     | 16      |
| 2013      | Grand Prix Makau                            | Fortec Motorsport      | 1       | 0          | 0  | 0  | 0      | N/A    | 13      |
| 2014      | Formuła Renault 3.5                         | Arden Motorsport       | 17      | 0          | 0  | 0  | 1      | 30     | 16      |
| 2014      | Europejska Formuła 3                        | Signature              | 3       | 0          | 0  | 0  | 0      | 0      | NS†     |
| 2014      | Grand Prix Makau                            | Signature              | 1       | 0          | 0  | 0  | 0      | N/A    | 14      |
| 2015      | Super Formula                               | Kondō Racing           | 8       | 0          | 0  | 0  | 0      | 0      | 19      |
| 2016      | Super Formula                               | Kondō Racing           | 9       | 0          | 0  | 0  | 0      | 0      | 19      |
| 2016      | Europejska Formuła 3                        | Carlin                 | 3       | 0          | 0  | 0  | 0      | 0      | 24      |
| 2016      | Formuła V8 3.5                              | RP Motorsport          | 2       | 0          | 0  | 0  | 0      | 7      | 16      |

† – Buller nie był liczony do klasyfikacji.